# Понпеї (штат)
Понпеї  (англ. Pohnpei)  «на (pohn) кам'яному вівтарі (pei)» (раніше відомий як Понапе) — один із чотирьох штатів Федеративних Штатів Мікронезії (ФШМ), розташований на острові Понпеї і групі невеличких прилеглих островів, які входять до більшої групи Каролінські острови. На головному острові штату — Понпеї розташована столиця ФШМ — Палікір. Міжнародний аеропорт Понпеї з кодом ІАТА PNI розміщений поблизу адміністративного центру штату — міста Колонія (Понпеї), на острівці під назвою Декетік, що поблизу північного узбережжя головного острова.
Острів Понпеї є найбільшим, найвищим, найбільш густонаселеним та розвиненим островом у ФШМ. Понпейці мають репутацію найгостинніших серед усіх мешканців островів Мікронезії. Острів також характеризується величезним біологічним розмаїттям.
Понпеї є одним із найвологіших місць на планеті.

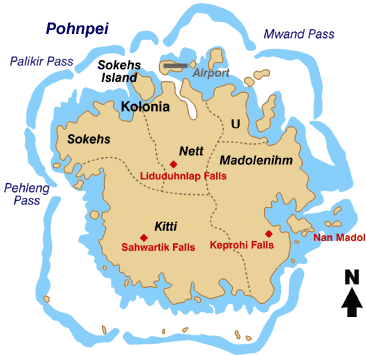
Мапа Понпеї

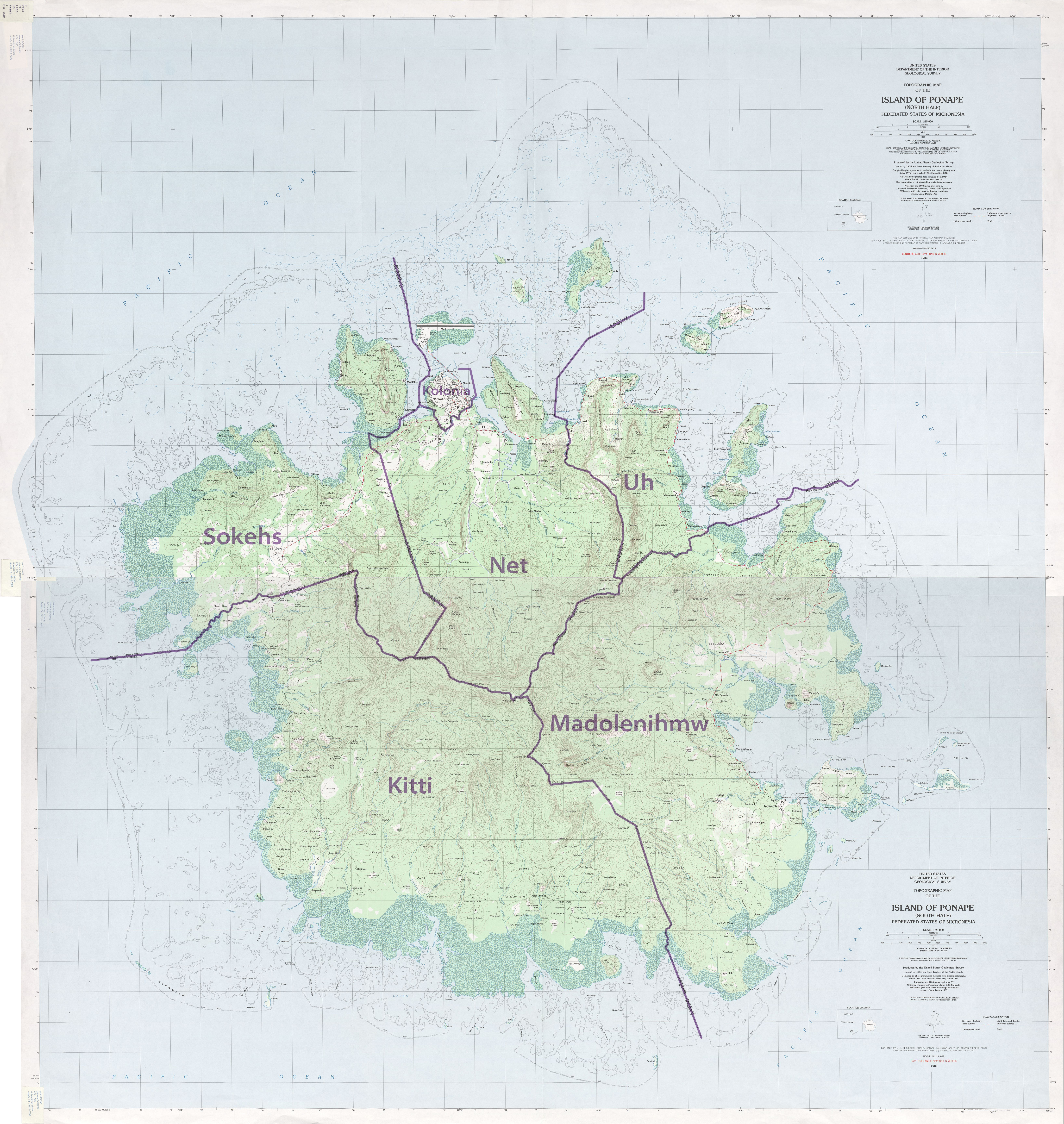
Мапа муніципалітетів Понпеї

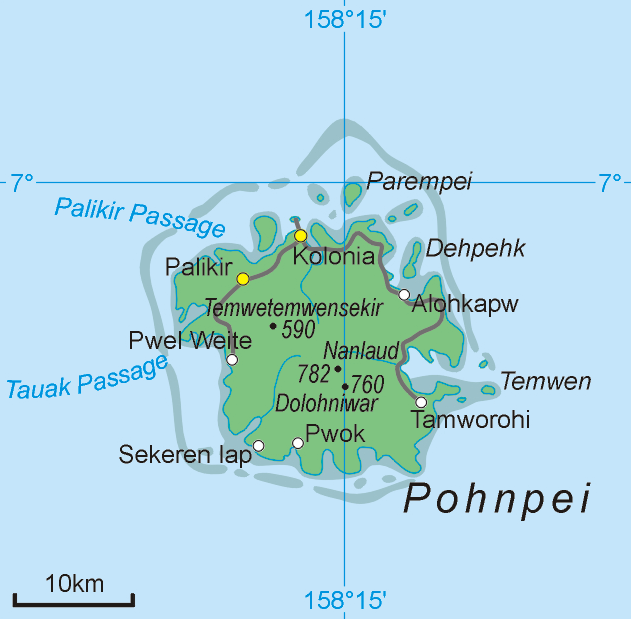
Мапа острова

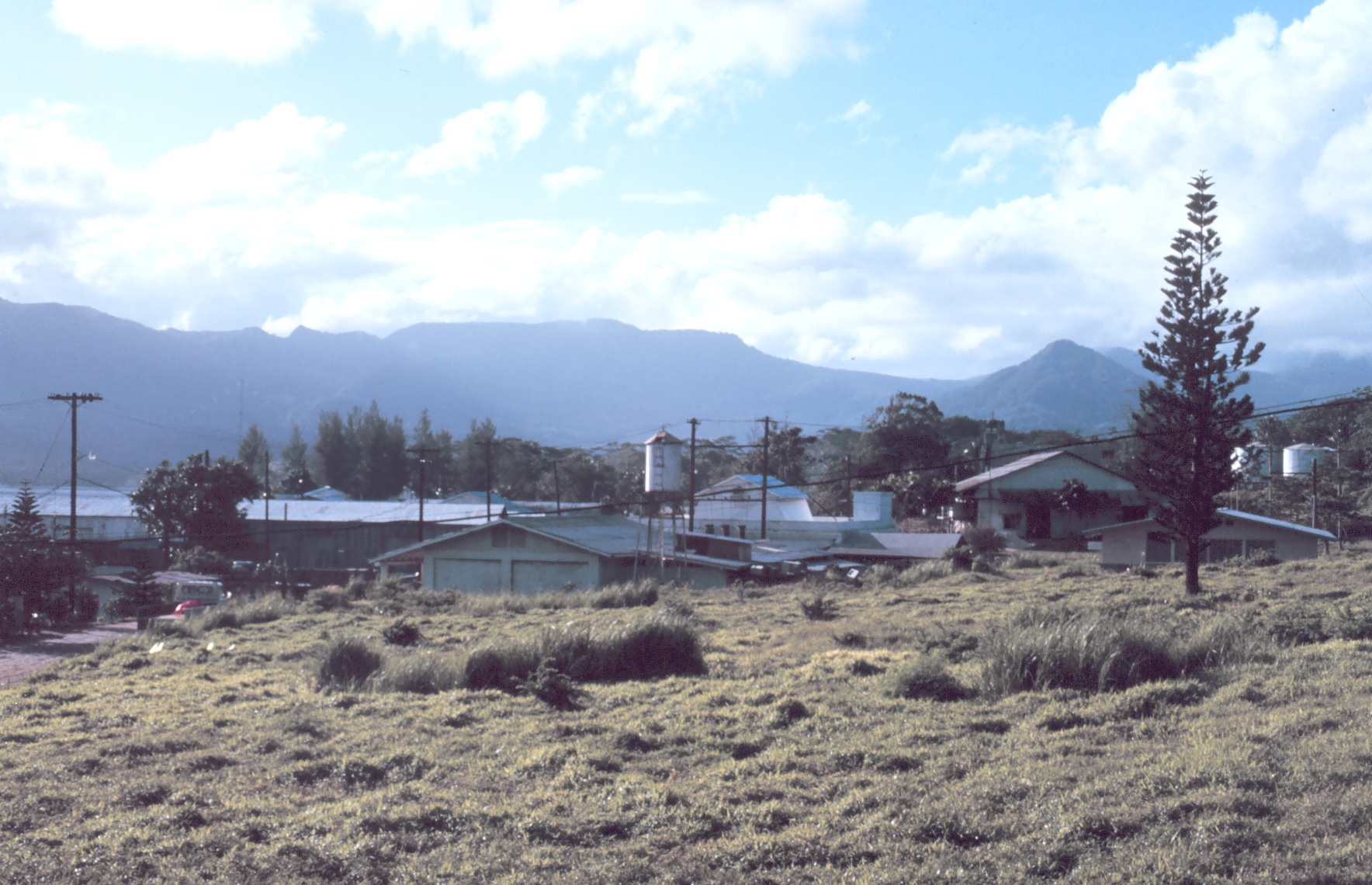
Понпейський адміністративний центр Цірка у 1960

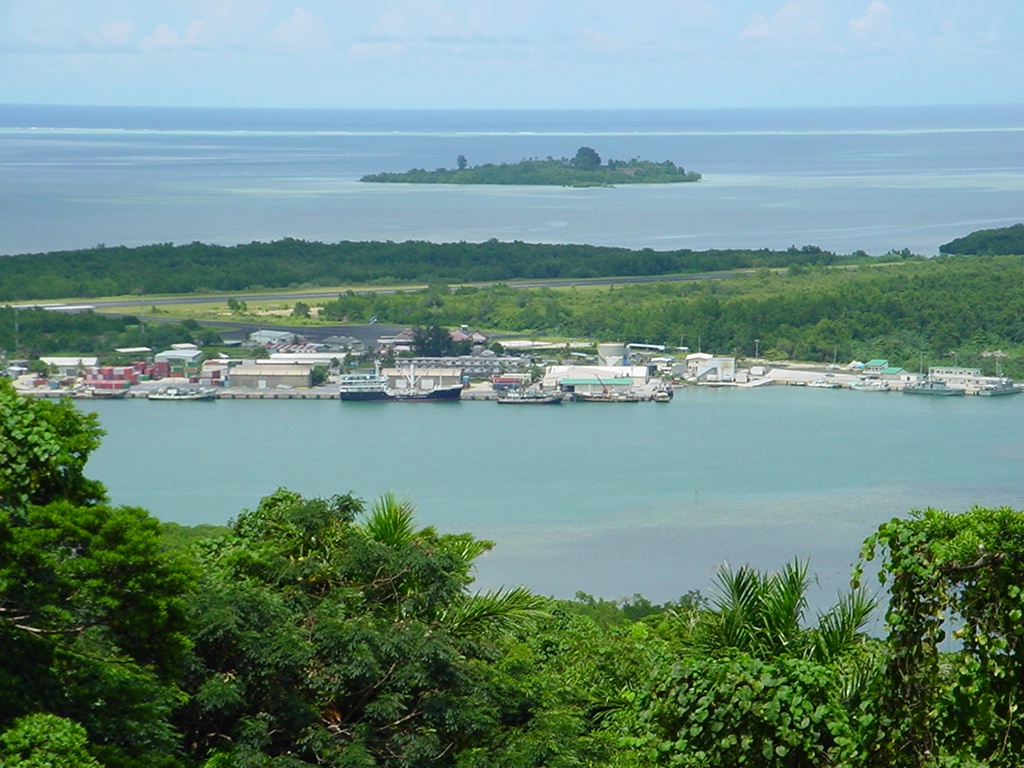
Міжнародний аеропорт Понпеї Вид на злітну смугу й морський порт з гребеня Сокейз

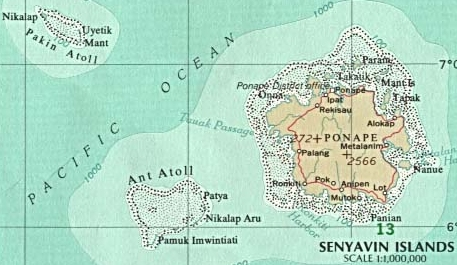
Острови Сенявіна (Понпеї та два сусідніх атоли)

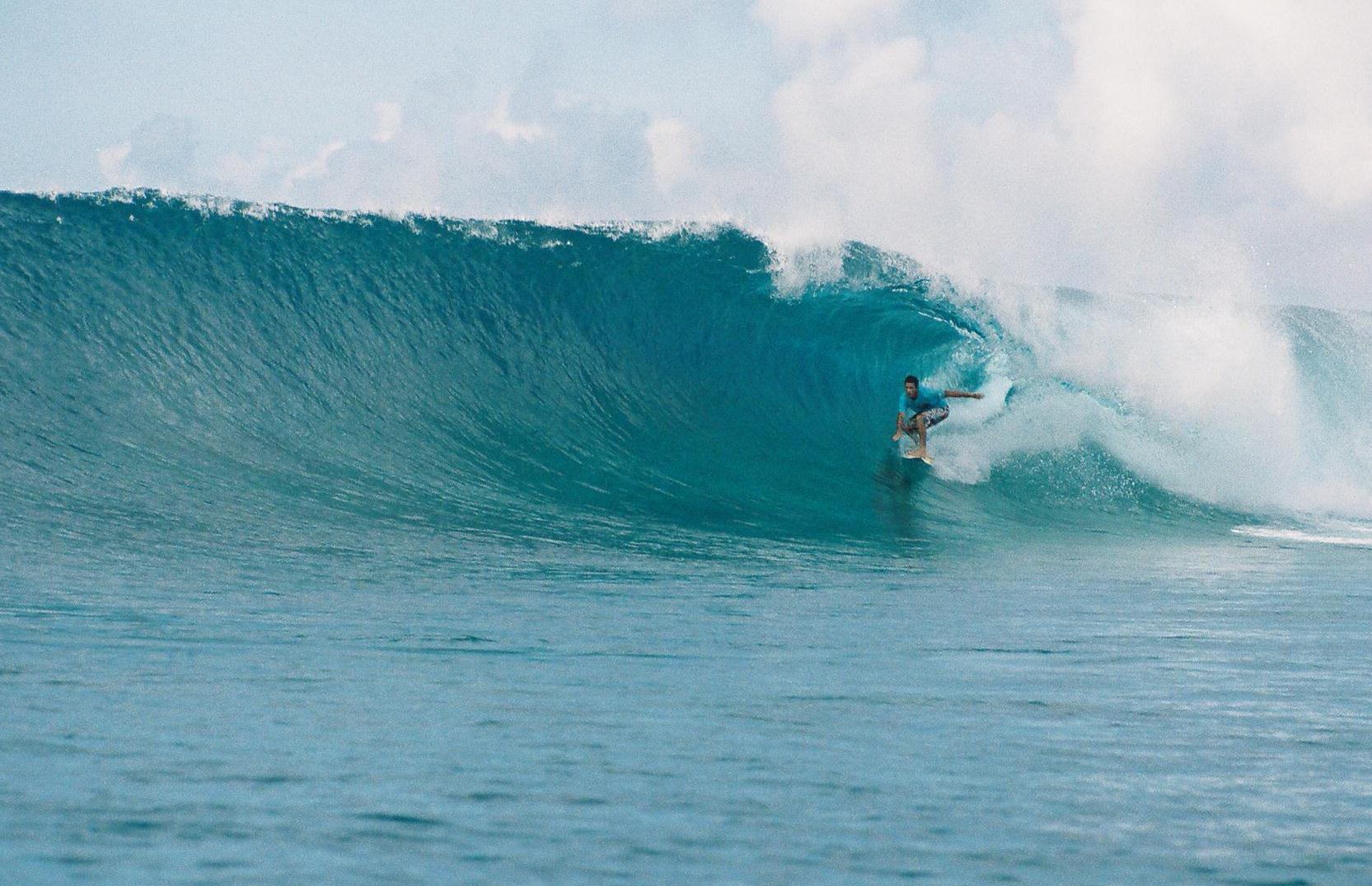
Всесвітній Клас по плаванню, в Понпеї (Палікір). World Class Surf of Pohnpei's Palikir Pass a.k.a. P-Pass

## Географія
Площа штату Понпеї сягає близько 345 км². Тут мешкають близько 34 000 осіб.
Більшість населення вважає себе понпейцями, хоча Понпеї є етнічно розмаїтішим за будь-який із островів ФШМ. Головним чином це зумовлене більш як столітньою окупацією острова, внаслідок якої тут мешкають японці, чаморро, філіппінці, американці, австралійці, німці, іспанці, а також представники інших західноєвропейських народів. В урядових установах столиці також працюють сотні представників інших трьох штатів ФШМ (Яп, Чуук, Косрае), які мають різне етнічне та культурне коріння. Місцеве населення має у своєму складі також кілька регіональних етнічних груп, що мешкають на зовнішніх островах штату, які виникли в результаті змішування австралазійців із океанійськими народами, перетворивши Понпеї на такий собі «плавильний котел» із різних народностей.
Зелені піки Понпеї сягають висоти 780 м, а острів оточено довкола кораловим рифом.
Зовнішні острови Понпеї включають Пінгелап, атоли Мокіл, Ант і Пакін, Сапвуагфік (раніше Нгатік), Нукуоро та Капінгамарангі.

### Біорозмаїття
Понпеї є домівкою для кількох видів птахів, що включають чотири ендемічних види (понпейський лорікет, понпейський фантейл, понпейська мухоловка та довгокозиркова білоочка). П'ятий ендемік, понпейський шпак, вважається нещодавно вимерлим.

## Історія
Біля берега розташовані руїни міста Нан Мадол, яке було столицею династії Сауделерів до 1500-х років, "Венеція Тихого океану", в декількох тисячах кілометрів на захід від о.Пасхи. Спочатку вождіство утворилося на невеличкому острові Темвен та південносхідному узбережжі острова Понпеї. Це сталося десь у 1180-х роках. Ці землі звалися Делер, тому стали йменуватися Сауделери (тобто сау (вождь) Делеру). За легендою засновниками стали брати Оло-Чипа і Оло-Чапа. Згодом влада Сауделерів поширилася на весь острів Понпеї, але титул сауделера зберігся. Нан Мадол перетворився на велике місто. За переказами було 16 поколінь правителів. У часи найбільшого піднесення держава Саунделерів охоплювала східну групу Каролінських островів.
Близько 1500 року Ізо-Калакалу (Ізокелекелу), вождя з о.Кусрае або Лелу, напав на Нан Мадол, де в запеклій битві здобув перемогу. Рештку саунделерів та їх вояків було принесено в жертву богу війни. Будівлі Нан Мадол було частково зруйновано. Ізо-Калакалу став засновником нової династії Нанмарки. Проте після правління декілька вождів з нової династії держава розпалася на 5 вождіств. В подальшому відбувалася політична деградація.
В ХІХ столітті були виявлені руїни циклопічних споруд, із шестиметрової товщини базальтових стін, та піднятятими майже на двадцятиметрову висоту плитами вагою до 25 тонн. Виконати таку роботу під силу лише багатьом тисячам робітників. Більш розумно, вважав англійський вчений М.Браун, припустити, що колись Понапе був частиною великої суші, населеної багатотисячним народом, Пацифіди.
Вперше острів Понпеї був помічений  російським мореплавцем Федором Літке у 1828 році. Із сер. XIX ст. до поч. XX ст. китобої та місіонери, а згодом іспанці та німці відвідували острів та намагалися взяти його під контроль. У 1898 році Іспанія продала острови Німецькій імперії. 18 жовтня 1910 року проти німців піднялося Сокегське повстання, яке тривало до лютого 1911. Кількох повстанців за вироком суду повісили, багатьох засудили на каторгу на інших островах, контрольованих Німеччиною.
Під час Першої світової війни острів був захоплений японцями разом з рештою Каролінських, Маршаллових та Маріанських островів (окрім Гуаму), а з 1919 року Японія отримала мандат на управління островами від Ліги Націй. Керування островами Японією продовжувалося до захоплення США під час  Другої світової війни. На острові ВМС США застосувала проти японських військ амфібії, які використовувала протягом усього періоду у 1943—1945 роках. Військові об'єкти острова обстрілювалися військово-морським флотом (зокрема з кораблів USS Massachusetts (BB-59) та USS Iowa (BB-61)), а також з використанням авіації з USS Cowpens (CVL-25). У 1945, коли Японія капітулювала, всі японські громадяни були виселені з острова, залишені були лише ті, які одружилися з понпейками. У 1979 році Понпеї доєдналися до групи інших трьох островів і утворили Федеративні Штати Мікронезії, які отримали незалежність у 1986 році.
Основи економіки — туризм. Коралові рифи Понпеї давно користуються популярністю серед любителів підводного плавання та підводного полювання.

## Прилеглі острови
- Атол Пінгелап, розташований за 270 кілометрів на схід від Понпеї. Ця частина штату Понпеї примітна переважанням крайньої формою ахроматопсії (дальтонізму — колірної сліпоти) відомої також як маскун. Маскун є рідкісним явищем, проте часто проявляється в громадах із малим генофондом. Пінгелап був згаданий невропатологом Олівером Саксом у книзі «Острів дальтонізму»
- Давні рукотворні острови Нан Мадол, які безпосередньо прилягають до Понпеї.
- Атол Оролук

## Адміністративний поділ
Муніципалітети Понпеї:
- Капінгамарангі (віддалений атол на північному заході)
- Кітті (на південному заході головного острова, — включає атол Ант (Агнд))
- Колонія (на півночі головного острова, адміністративний центр штату)
- Мадоленігмв (на сході головного острова)
- Мокіл (сусідній атол на сході)
- Нетт (північний центр головного острова, раніше включав столицю — Колонія, на північному узбережжі)
- Сапвуагфік (Нгатік) (сусідній атол на південному заході)
- Нукуоро (атол на південному заході)
- Оролук (західний атол, включає риф Мінто)
- Пінгелап (віддалений атол на заході)
- Сокегс (на північному заході головного острова, включає атол Пакін)
- У (на північному сході головного острова)
- Сапвалап (на заході головного острова, на північ від Нан Мадолу)

## Спорт
Понпеї некоректно згадано як «найгіршу збірну у світі» у футболі. Однак Понпеї не держава, а лише один із чотирьох штатів ФШМ. На базі понпейської футбольної команди нині намагаються відновити національну збірну ФШМ з футболу.
ФШМ є частиною міжнародного олімпійського руху. Збірна країни взяла участь у двох останніх літніх іграх у Пекіні (Китай) та Сіднеї (Австралія), та була представлена у легкій і важкій атлетиці та плаванні, але не в футболі. В минулих Південнотихоокеанських іграх національна збірна ФШМ з футболу у 2003 році програла всі свої матчі. Проте у 1999 році, перед цим турніром збірна була непереможною та взяла кубок Мікронезії. Найвідоміший понпейський атлет — марафонець Еліас Родрігес, який брав участь у сіднейській Олімпіаді. Родрігес фінішував останнім у марафоні, проте його вітали десятки тисяч глядачів, а мільйони телеглядачів дивились як він пробігав останнє коло на олімпійському стадіоні безпосередньо перед церемонією закриття. Церемонію навіть було відкладено для того, щоб він міг фінішувати.

## Понпеї в літературі
Понпеї відіграє центральну роль у вигаданому міфі Ктулху (Cthulhu), в якому він знаходиться на відстані десяти днів на швидкому кораблі від вигаданого затонулого міста R'lyeh, де мешкали ктулху. Події кількох оповідань Говарда Лавкрафта, Августа Дерлета відбуваються на острові, або містять згадки про нього.
Роль Понпеї в міфі натхненний руїнами Нан Мадолу, які вже були використані в історії про загублений світ Абрагамом Мерітом «Місячний басейн», де острови іменовані Нан-Матал. Деякі люди вважають, що Понпеї може бути частиною втраченого континенту Лемурія.
Понпеї та руїни Нан Мадолу також відіграють центральну роль у книзі «Глибоке розуміння» Джеймса Роллінза.
Вони також фігурують і в новелі Клайва Каслера «Медуза», написаній 2009 року.
Понпеї чи «Понапе», як там указано, є домівкою для «Mike» у популярному блозі Dunce Upon A Time, автором якого є BC Woods.

## Див. також

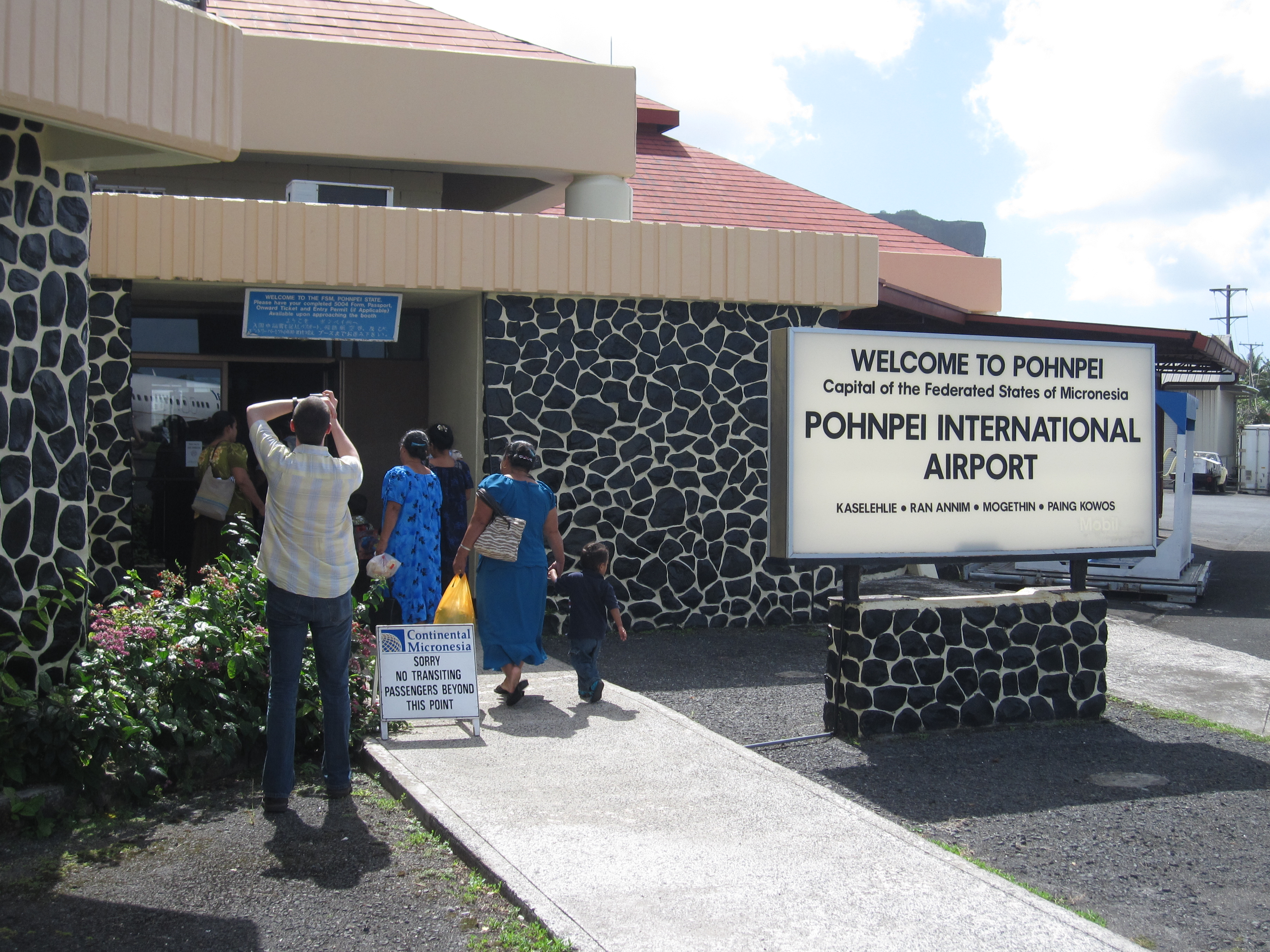
Міжнародний аеропорт Понпеї

## Додаткові джерела
- The Island of the Colour-blind, Oliver Sacks, Publisher: Pan Macmillan (June 6, 1997), paperback, ISBN 0-330-35234-2.
- Upon a Stone Altar:A History of the Island of Pohnpei to 1890, David Hanlon, Publisher: University of Hawaii Press (May, 1988), paperpack, ISBN 978-0-8248-1124-2
- Pohnpei, an Island Argosy, Gene Ashby, Publisher: Rainy Day Pr West; Revised edition (June 1987), paperback, ISBN 978-0931742149
- Nest in the Wind: Adventures in anthropology on a tropical island, Martha C Ward, Publisher: Waveland Press Inc. (1989), paperback, ISBN 0-88133-405-7
- Thomas Morlang: Rebellion in der Südsee. Der Aufstand auf Ponape gegen die deutschen Kolonialherren 1919/1911, Christoph Links Verlag, Berlin, Germany ISBN 978-3-861513-604-8